# Breites Wassersackmoos
Das Breite Wassersackmoos (Frullania dilatata) ist eine Lebermoos-Art aus der Familie Frullaniaceae.

## Erkennungsmerkmale
Diese Moosart wächst in flachen, der Unterlage meist dicht anliegenden Decken von wenigen cm bis über 20 cm Größe. Die Farbe ist dunkel rotbraun bis schwärzlich, in schattigen Lagen auch dunkelgrün. Die Stämmchen sind unregelmäßig verzweigt. Mit den Rhizoidenbüscheln auf der Unterseite haften sie am Substrat. Die einzelnen Zweige sind etwa 1 cm lang und unter 1 mm breit. Die Blattstellung ist oberschlächtig: Der obere Rand eines Blattes überdeckt den unteren Rand des nächsten Blattes. Die Flankenblätter sind zweilappig, mit rundlichen bis breit-ovalen und etwas hohlen Oberlappen und etwa halb so großen Unterlappen. Die Unterlappen sind ungefähr gleich lang wie breit und sind meist zu helmförmigen Wassersäcken umgebildet. Formen mit überwiegend lanzettlichen Unterlappen, die nicht zu Wassersäcken umgewandelt sind, werden als var. anomala Corb. bezeichnet. Die Blattzellen haben 3–4 Ölkörper und sind in der Blattmitte 20–25 µm groß. Zellecken sind knotig verdickt, teilweise auch die Zellwände. Unterblätter sind wenig breiter als das Stämmchen und an der Spitze zweilappig. Die Pflanzen sind zweihäusig. Die weiblichen Pflanzen tragen immer Perianthien, die an den Zweigspitzen sitzen. Perianthien sind abgerundet rechteckig und an der Spitze plötzlich in ein kurzes Röhrchen verengt. Sporophyten werden häufig gebildet.

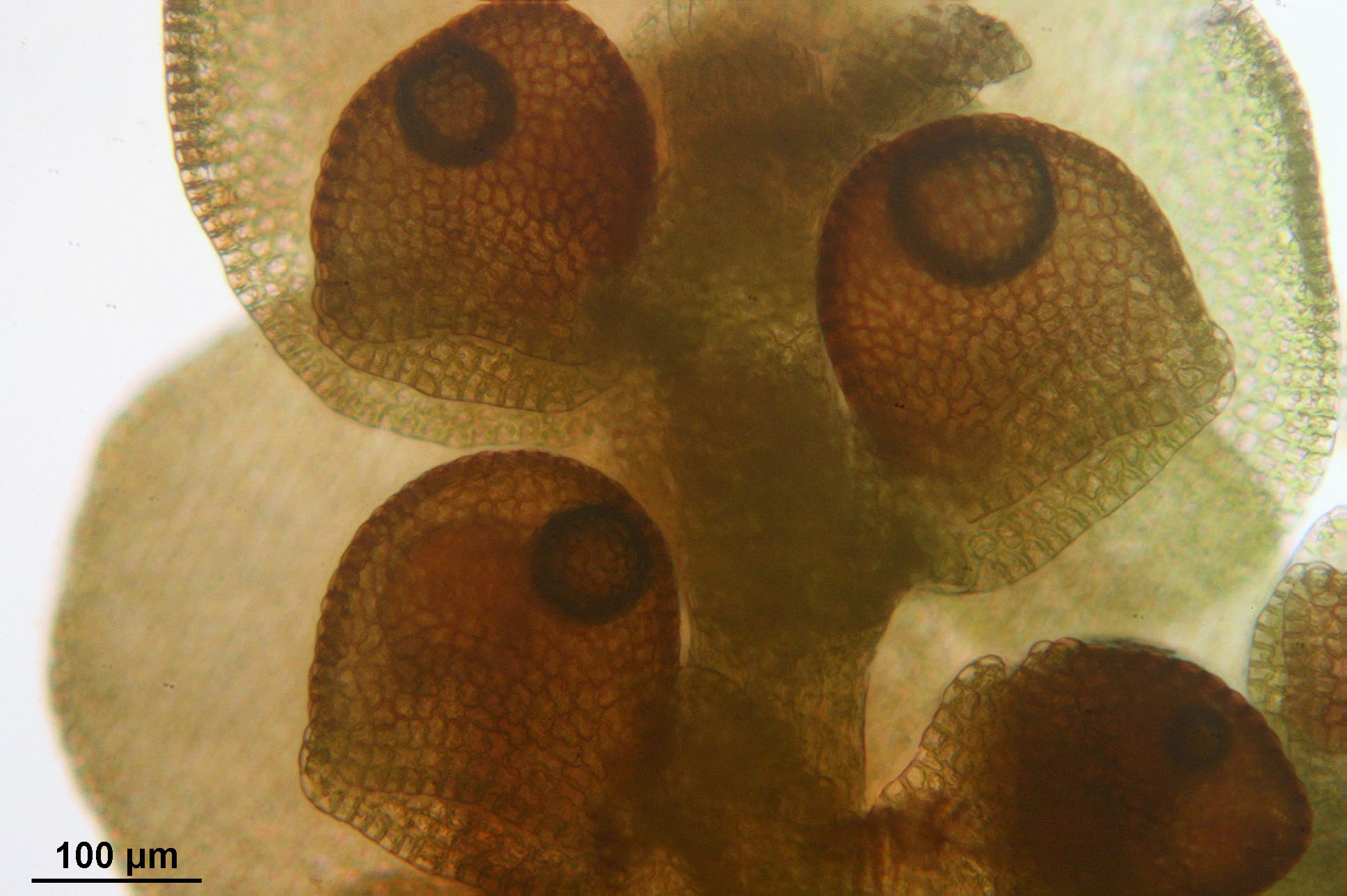
Blattunterlappen (helmförmige Wassersäcke)

## Vorkommen
Das Breite Wassersackmoos wächst vor allem auf Borke von Laubbäumen, besonders Ahorn und Esche, selten an Nadelholzborke oder auf basenreichem Gestein. Bevorzugt werden lichtreiche Standorte in aufgelichteten Wäldern, Waldrändern oder an freistehenden Bäumen. Das Moos ist in Europa von den Tieflagen bis in die hochmontane Stufe verbreitet, in Westeuropa oft häufig, seltener in Gebieten mit kontinentalem Klima. Weitere Vorkommen gibt es in Asien und Nordafrika.

## Gefährdung
Vermutlich durch Luftverschmutzung wurde das Moos gebietsweise stark dezimiert oder teilweise sogar ausgerottet. Deutliche Bestandrückgänge gibt es im Norden und Osten Deutschlands. Reichere Vorkommen dieser Moosart zeigen relativ hohe Luftreinheit an.
Das Breite Wassersackmoos wird von Octosporella erythrostigma (Pezizales) und Pithyella frullaniae (Helotiales), zwei kleinen Ascomyceten, parasitiert.